# А вже років двісті

Обкладинка альбому «Й а вже років двісті, як козак в неволі» із серії «Забуті пісні українців. Музична спадщина України», вид-во JRC, 2005 рік

«А вже років двісті» «А вже літ більш двісті» ( «А вже років триста») — українська народна пісня про народну тугу за козацтвом і за правами України за часів існування Гетьманщини. Демонструє глибокий народний сум за булими вольностями, констатує невільне і скрутне положення українців в складі Російської імперії. Правильне виконання цієї пісні передбачає гнівний і «непримиренний» голос. Традиційно виконується в три голоси. 

## Історія створення
Пісня була написана Анатолієм Свидницьким у 1850-х роках, ця пісня була популярною в 19 столітті на території всієї України і на Кубані. У 1901 році текст пісні опублікував Іван Франко. У Російській імперії і СРСР ця пісня перебувала під суворою забороною цензури, виконання каралося. Тільки в кінці 1980-х років із ослабленням цензури ця пісня почала виконуватися на концертах. З 1988 року ця пісня була в постійному репертуарі чоловічого народного хору «Чумаки» під керівництвом В. Триліса (м. Київ). Виконуючи саме цю пісню, хор «Чумаки» зайняв 1 місце серед чоловічих хорів на хоровому конкурсі ім. М. Леонтовича 1993 року. Пісня має декілька варіантів виконання.

## Текст пісні
Наведено один із варіантів
| А вже літ більш двісті, Як козак в неволі. Понад Дніпром ходе, Викликає долю: - Гей, вийди, доле, із води, Визволь мене, козаченько, із біди. - Не вийду, козаче, Не вийду, соколе. Ой, рада б я вийти, Так сама в неволі. Гей, у неволі, у ярмі, Під московським караулом у тюрмі. У тюрмі, в кайданах За брата Богданом. А його самого Забрали в кайдани. Гей, ти Богдане, Богдане, Нерозумний гетьмане Богдане! З нарізниць козацьких Серпи й поробили. Ще й гострі шаблюки На ножі змінили. Гей, ти, козаче, хапай ніж, Де побачиш вороженька, там й ріж. |
Скорочений текст опубліковано І. Франком у 1901 р. Він, зокрема, згадував, що пісня була популярна у 60-х роках 19 ст. на Галичині. Франко отримав текст пісні від Володимира Антоновича у 1863 р., а сам Антонович почув пісню від Анатолія Свидницького у 1861 : ".. тихим голосом став он співать мені дві пісні, яких досі не чув ніколи, а котрі змістом своїм зробили таке сильне вражіння, що я, ушам своїм не вірячи, забув і місце де сидів, і людей, з котрими балакав. Се були только што зложені Анатолієм дві його пісні - "Вже больше літ двісті як козак в неволі" та "В полі доля стояла, бровоньками моргала".
| Вже більше літ двісті, Як козак в неволі. Понад Дніпром ходе, Викликає долю: - Ой, вийди, вийди, із води, Визволь мене, серденько, із біди. – Не вийду, козаче, Не вийду, сокóлю. Хоть рада, неможу, Бо й сама в неволі. Ой, у неволі, у ярмі, За московським калауром у тюрмі. У тюрмі, в кайданах Од часів Богдана. Од нього самого, В неволю віддана. Ой, ти Богдане, гетьмане, Запродав ти Україну і мене, Мене молодую, козацькую долю, Запродав в тяжкую, Московську неволю. Ой у неволю в кайдани Нерозумний гетьмане Богдане! Ти вмер, то й добре Лежать де лежати. А встань подивися, Де вкраїна-мати, Де наші коні - соколи, Та де козаченьки як орли! на панщині в кузні, В великій неволі, Замість того щастя, Замість тої долі, Ой обступили навкруги, Як ті чорні хмари вороги! Тяжкії вороженьки, Ще й тяжчая туга. Як вітер повіє, З Великого луга, Кинь плуг козаче, бери ніж Там де здибав воріженька та й заріж! Зроби з серпа спис, А з коси - шаблюку, Души воріженька, Де здибав, гадюку, Ой души, брате, ріж, коли, Щоб не смердів на Вкраїні, запали! Тоді всі святії, І сам Бог святий із неба, Пошлють тобі долю, З неволі до тебе, Ой, Залізняче, де ж ти де, Промов хоч словечка до людей! Промов як за тебе, Ножі то святились, Як було лядські по майдані ходились Ой хто не баче, не чує, Ой як Москва в Україні панує! І з ратищ козацьких, Серпи покували, А гострії шаблюки, На коси зміняли, А дітей наших, всіх на гурт, У рекрути незабаром заберуть! Ідуть наші діти, У світ очі дерти, Вертайтесь до роду, Не жить хоч умерти, Ой із чужої сторони, Ізходітесь Україну боронить! Повій буйний вітре, З лісів та на лози, Навій добрим людям, Навій добрий розум, Ой повій вітре та скажи, Козаченьку, не сподівайсь на чужих! Не надійсь на князів, сини чоловічі, Бо долі в неволі, Не бачили ввічі, Ой, Боже, слово з рода в род, Нема дущіх і сильніших за народ! |

## Традиційне виконання
- У виконанні колективу Хорея Козацька

## Виконання в сучасній обробці
- У виконанні Kozak System та Тарас Чубай